# 咲坂あいり
咲坂 あいり（さきさか あいり、1993年1月14日 - ）は、日本のグラビアアイドル、元撮影会モデル。神奈川県出身。元GOLD STAR所属。

## 略歴
2017年ミス湘南フォトジェニック受賞。
2018年2月、男気屋より1stDVDをリリース。本格的なグラビアアイドル活動をスタートさせる。以後2ヶ月に1枚のペースで2018年10月まで連続5作品をリリース。2019年は新作DVDの発売がなかったが、2020年1月に1年3ヶ月ぶりにREAL（メテオレーベル）から6thDVDをリリース。
『週プレ グラビアスペシャル増刊 NEW YEAR2019』の「2019年週プレ極エロ番付」で西の「張出横綱」に選ばれる。
現在（2020年1月現在［※以下同じ］）、グラビアアイドル、撮影会モデルを中心に活動しているが、10代の頃はサロンモデルしかやっていなかった。グラビアの世界に入ったきっかけは「ミス湘南のコンテストを受けて水着を着たので、グラビアをやってみようかなと思った」と語っている。
2018年12月からYouTube「咲坂あいり ちゃんねる」を開始。YouTuberデビューを果たす。2021年2月より、同じ事務所所属で友人の寺坂美咲とのコラボ配信「さかさかチャンネル」をスタートさせる。
撮影会モデルとしては、現在「Gスタ」と「スムース撮影会」において、定期的に個撮、セッション撮影会、企画撮影会に出演している。2020年7月からは新たに「東京Lily」撮影会（個撮）にも出演している。
フジテレビ有料チャンネル（ONE/TWO/NEXT）番組「あなたと温泉に行ったら・・・」、2021年度「温泉神12女優」に選出される。温泉神１２女優主演シリーズ「12湯美神（じゅうにゆびじん）」6月担当。
2022年12月28日公式Twitter（現・X）で、「撮影会、1月で卒業します。30歳になったら卒業しようと決めていたので来月が最後の撮影会になります！」と2023年1月限りでの「撮影会卒業」を発表。
2024年2月9日の公式Xの投稿を最後に、SNSの更新がストップしているため、現在の消息は不明である。

## 人物
学生時代の活動として、バレーボール、陸上、水泳、ピアノを挙げている。陸上では短距離が専門で、50ｍ走6.95秒という記録を持つ。
趣味はカフェ巡り、ラーメン巡りなど。
DVDの発売記念イベントで、「このシーンでは私がお酒に酔う演技をするんですけど、普段お酒を飲んでも酔っ払った経験がないので、ちょっと恥ずかしかったです」と述べているように、お酒は強い。
グラドル、モデルとして「清楚なエロス」「美尻とチューしたくなる唇」を売りにしている。またTwitterやInstagramのプロフィールで自分のキャッチフレーズとして『透けの女神』を標榜している。
雑誌のグラビアの記事の中で、自身のイメージビデオ、グラビアに関して、見えないことでかき立てられるエロ、「透けの美学」を追究していると述べている。「透けの美学」に関する自身の考えとして「全部見えてしまったらそこで試合終了じゃないですか？見えないからこそ、自由に想像や妄想ができるんです！」と答えている。

## 作品

### DVD
- 陽だまりの優しさ（2018年2月26日、男気屋）
- IRIS（2018年4月27日、スパイスビジュアル）
- Sweet Body 甘い誘惑（2018年6月22日、メディアブランド）[11]
- 君のEmotion（2018年8月3日、グラビジョン）- ブルーレイも同時発売。
- 咲き溢れる（2018年10月3日、IMPACT）- ブルーレイも同時発売。
- Aventure〜いけない日常〜（2020年1月24日、REAL）
- LOVE GAME（2020年6月12日、キングダム）- ブルーレイも同時発売。
- 天真爛漫（2020年9月11日、キングダム）- ブルーレイも同時発売。
- ありのままの私（2021年1月29日、キングダム）- ブルーレイも同時発売。
- 僕らのヒロイン（2021年5月31日、キングダム）- ブルーレイも同時発売。
- Love Vacation（2021年9月24日、MEDY）
- Love Vacation（2021年12月10日、MEDY）※ブルーレイ版
- あいりのパフューム（2021年12月24日、キングダム）- ブルーレイも同時発売。
- 艶やかな微笑み（2022年3月25日、キングダム）- ブルーレイも同時発売。
- チューリップ（2022年5月16日、キングダム）- ブルーレイも同時発売。
- 天使のシルエット（2022年7月15日、キングダム）- ブルーレイも同時発売。
- 純愛デート（2022年9月16日、キングダム）- ブルーレイも同時発売。
- Lick Candy（2022年11月18日、キングダム）- ブルーレイも同時発売。
- french doll（2023年1月20日、キングダム）- ブルーレイも同時発売。
- 初披露（2023年4月7日、キングダム）- ブルーレイも同時発売。
- 全裸解禁（2023年6月9日、キングダム）- ブルーレイも同時発売。
- FINAL NUDE（2023年8月4日、キングダム）- ブルーレイも同時発売。

### 写真集
- 撮影会モデル名鑑 2020-2021 #ニッポンのポートレート (2019年12月23日、玄光社MOOK) ISBN 4768312829／ISBN 978-4768312827
- 「Colorful」 (2021年9月24日、ジーウォーク、撮影：井出眞諭) 　ISBN　978-4-86717-230-8
- 「競これ-競泳水着これくしょん-咲坂あいり vol.01/02」（2022年7月28日、デジタル出版）※DVD写真集
- Evolved Gravure　「陽だまりの優しさ」（2024年6月14日、PAD）
- Evolved Gravure　「陽だまりの優しさ Vol.2」（2024年7月12日、PAD）

### デジタル写真集
- 咲坂あいり 密室グラビア美女 room.02（2018年2月20日、Kindle版）
- れいむ 咲坂あいり Vol.01~07（2022年4月16日、ジーウォーク）
- GzPressデジタル写真集 No.534、540、546、552、558、564、570（2022年6月23日〜9月15日、株式会社サーティースリー）

### 配信動画
- 感じちゃうの（2021年8月18日、キングダム）-配信限定作品
- 濡れたヒップ（2021年12月23日、キングダム）-配信限定作品
- ジェラシーを感じて（2022年1月21日、キングダム）-配信限定作品
- キュートな天使 （2022年3月16日、キングダム）-配信限定作品
- 高級パール大好き！（2022年7月4日、キングダム）-配信限定作品
- 透け美女（2022年12月8日、キングダム）-配信限定作品
- ヌルヌル女神（2023年２月24日、キングダム）-配信限定作品
- 新境地（2023年４月13日、キングダム）ｰ配信限定作品
- 秘密の花園（2023年４月21日、キングダム）ｰ配信限定作品
- ようこそ！愛(I)とTの国（2023年４月28日、GRAmov）ｰ配信オリジナル作品
- スライム大好き（2023年6月23日、キングダム）-配信限定作品
- 無修正～京都編①②③～（2023年９月11日、キングダム）-配信限定作品
- 無修正～京都編④⑤～（2023年９月16日、キングダム）-配信限定作品

## 出演

### 雑誌
- 実話BUNKAタブー2018年4月号（コアマガジン、2018年2月16日発売）
- 週プレ グラビアスペシャル増刊 NEW YEAR2019 (集英社、2018年12月26日発売)
- 週刊ポスト 2020年2月14日号 (小学館、2020年2月3日発売)
- 実話ナックルズ 2021年6・７月合併号 (大洋図書、2021年4月30日発売)
- 金のEX DVD vol.2 (ミリオンムック) (大洋図書、2021年5月18日発売)
- 実話ローレンス2021年10月号  (スコラマガジン、2021年８月16日発売)※表紙
- 金のEX DVD vol.3 (ミリオンムック) (大洋図書、2021年8月17日発売)
- 週刊フライデー  2021年10月15日号(講談社、2021年10月1日発売)
- EX MAX! Special  vol.165 2022年1月号(楽楽出版、2021年12月13日発売)
- VIBES (バイブズ) 2022年8月号 (vol.346)（バイブス編集部、2022年7月11日発売）※表紙、撮り下ろしグラビア
- 金のEX DVD vol.10 (MILLION MOOK) (大洋図書、2022年10月18日発売)

### テレビ
- 「林先生が驚く初耳学」（2017年6月18日、TBS）-再現VTR出演
- あなたと温泉に行ったら… 千葉館山温泉編（2020年7月28日（初回））／総集編その２（2021年３月28日）／2021年度温泉神12女優主演シリーズ： 栃木日光温泉・那須高原温泉編（2021年6月30日（初回））、フジテレビONE・フジテレビTWO・フジテレビNEXT
- 「芸能人が本気で考えた！ドッキリGP」（2021年1月9日/2月13日、フジテレビ）-仕掛け人として出演
- 「道との遭遇」（2023年２月21日、ＣＢＣ）ー「呂布カルマにハマりたい」出演

### ラジオ
- 「小田飛鳥 ですよ。」ゲスト出演（2019年12月23日 、ラジオ日本）
- 「咲坂あいりと寺坂美咲のバニーDEラジオ」（2020年10月ｰ第１・第３金曜日放送、渋谷クロスFM）
- 「咲坂あいりのバニーDEラジオ」（2021年5月ｰ第１・第３金曜日放送、渋谷クロスFM）
- 「咲坂あいりのサタデーナイトビリーバー」（2021年８月ｰ第2・第4土曜日放送、渋谷クロスFM）
- 「咲坂あいりとですよ。のホニャララ！」（2022年２月ｰ第1月曜日放送、渋谷クロスFM）

### 映画
- Hydra（2019年11月公開）出演